# هیتادهو (لامو آتول)
هیتادهو (به لاتین: Hithadhoo) یک منطقهٔ مسکونی در مالدیو است. هیتادهو ۹۶۹ نفر جمعیت دارد.